# Олимпийская (станция метро)
«Олимпи́йская» (укр. «Олімпі́йська»,  (слушать)о файле) — 23-я станция Киевского метрополитена. Расположена в Печерском районе, на Оболонско-Теремковской линии, между станциями «Площадь Украинских Героев» и «Дворец „Украина“». Открыта 19 декабря 1981 года под названием «Республика́нский стадио́н». Современное название — с 11 июля 2011 года, от расположенного поблизости НСК «Олимпийский». Пассажиропоток — 31,3 тыс. чел./сутки.

## Конструкция
Станция глубокого заложения пилонного типа. Имеет три подземных зала — средний и два зала с посадочными платформами. Залы станции соединены между собой рядом проходов-порталов, которые чередуются с пилонами. Конструкция станции представляет собой ряд новых решений, впервые использованных в киевском метро — тонкие пилоны сложной формы и раскрытые все проходы на платформы, что особенно важно, учитывая пассажиропотоки во время проведения спортивных мероприятий.
Пилоны и путевые стены облицованы серым мрамором и подсвечены небольшими хромированными бра, а потолок сделан ярко-белым. Центральная ось зала подчёркнута рядом круглых хромированных светильников на тонких растяжках. В торце зала размещена композиция в форме олимпийского огня, составленная из красной и синей смальты разных оттенков.
Сразу после открытия станции светильники были снабжены молочно-белыми стеклянными плафонами цилиндрической формы, а на композиции в торце зала отсутствовали олимпийские кольца.
Средний зал при помощи эскалаторного тоннеля с трёхленточным одномаршевым эскалатором соединён с подземным вестибюлем, который выходит в подземный переход под Большой Васильковской улицей. Наземный вестибюль отсутствует.

## Изображения

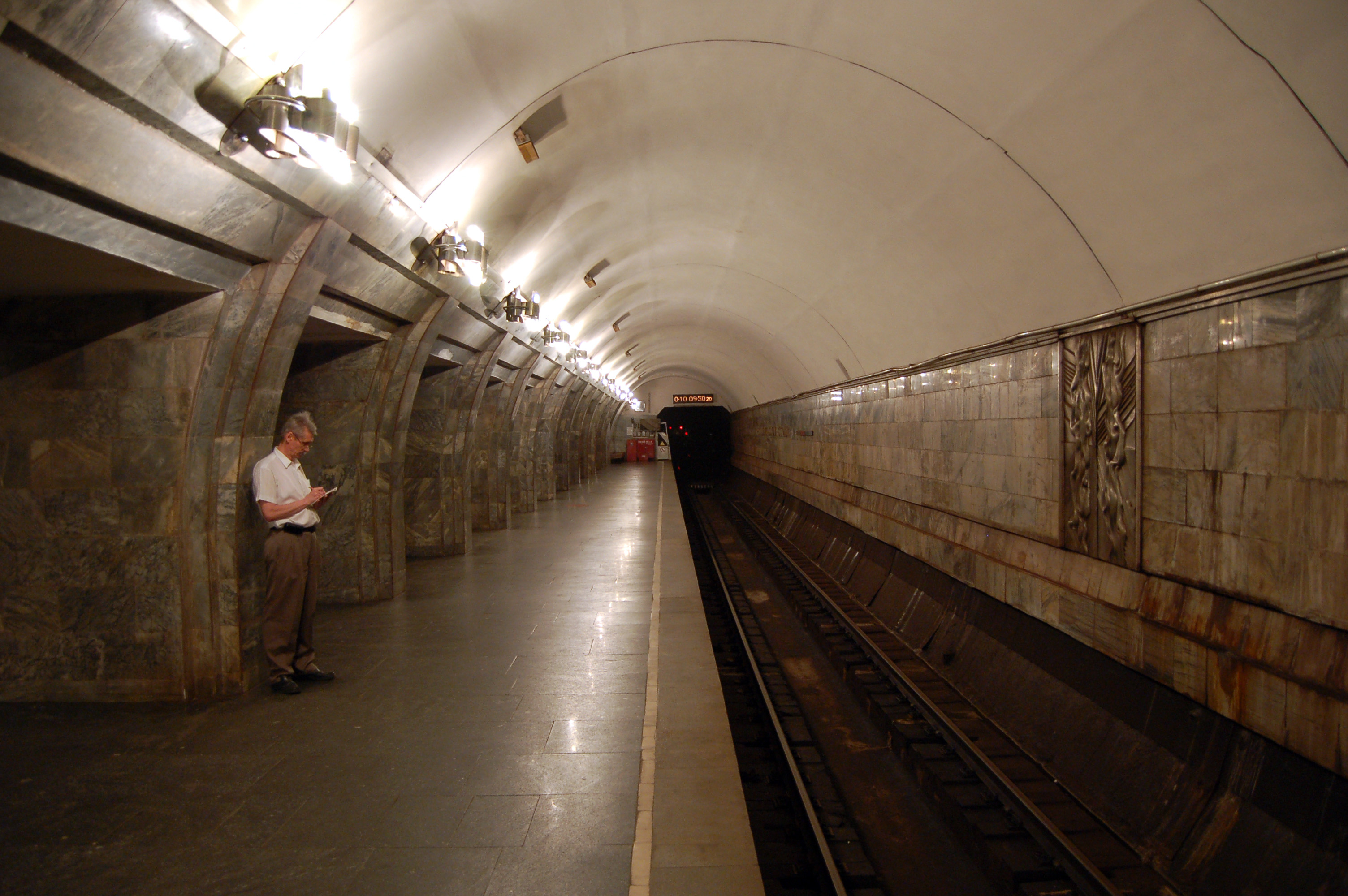
Посадочная платформа
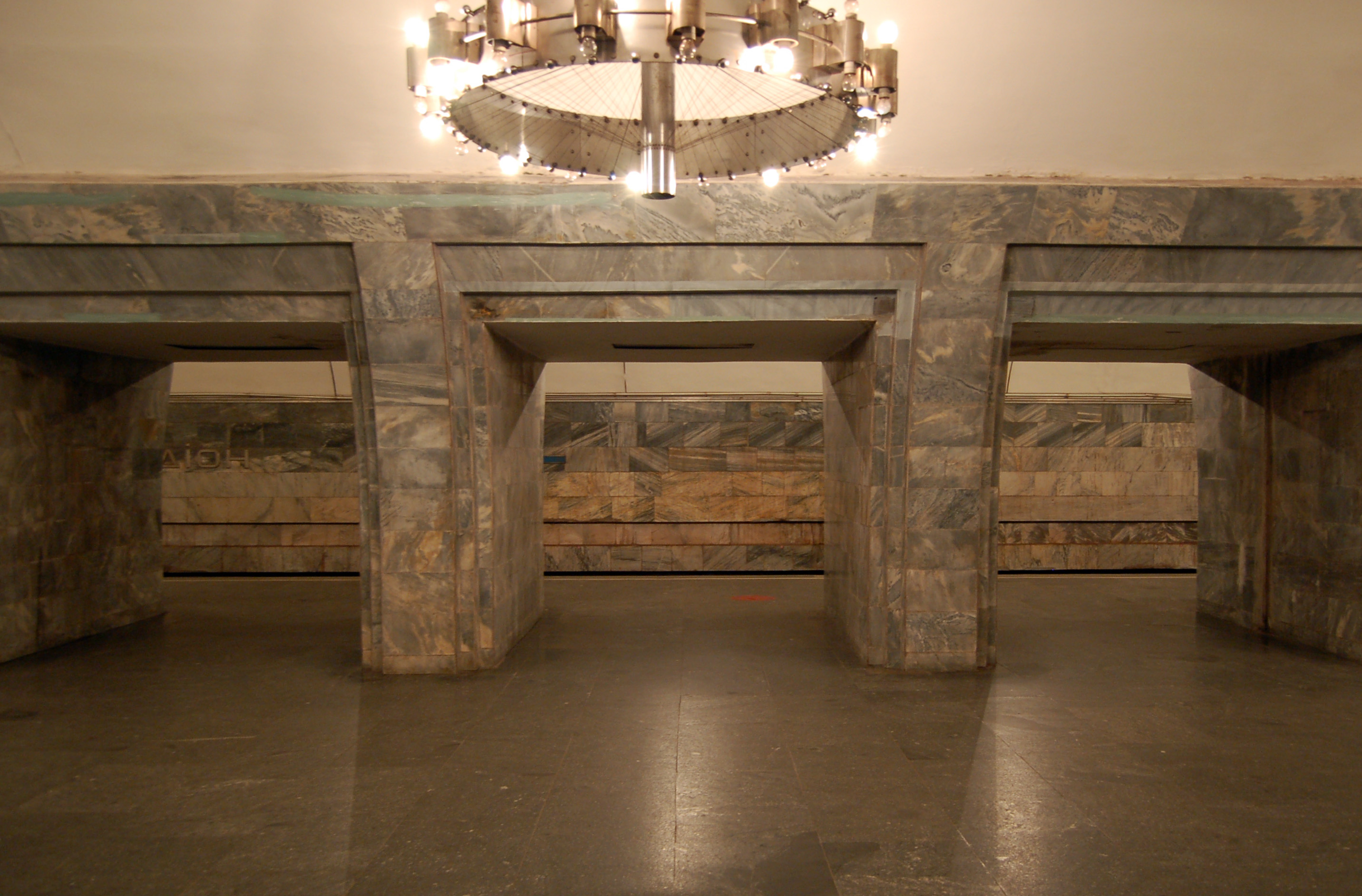
Форма пилонов
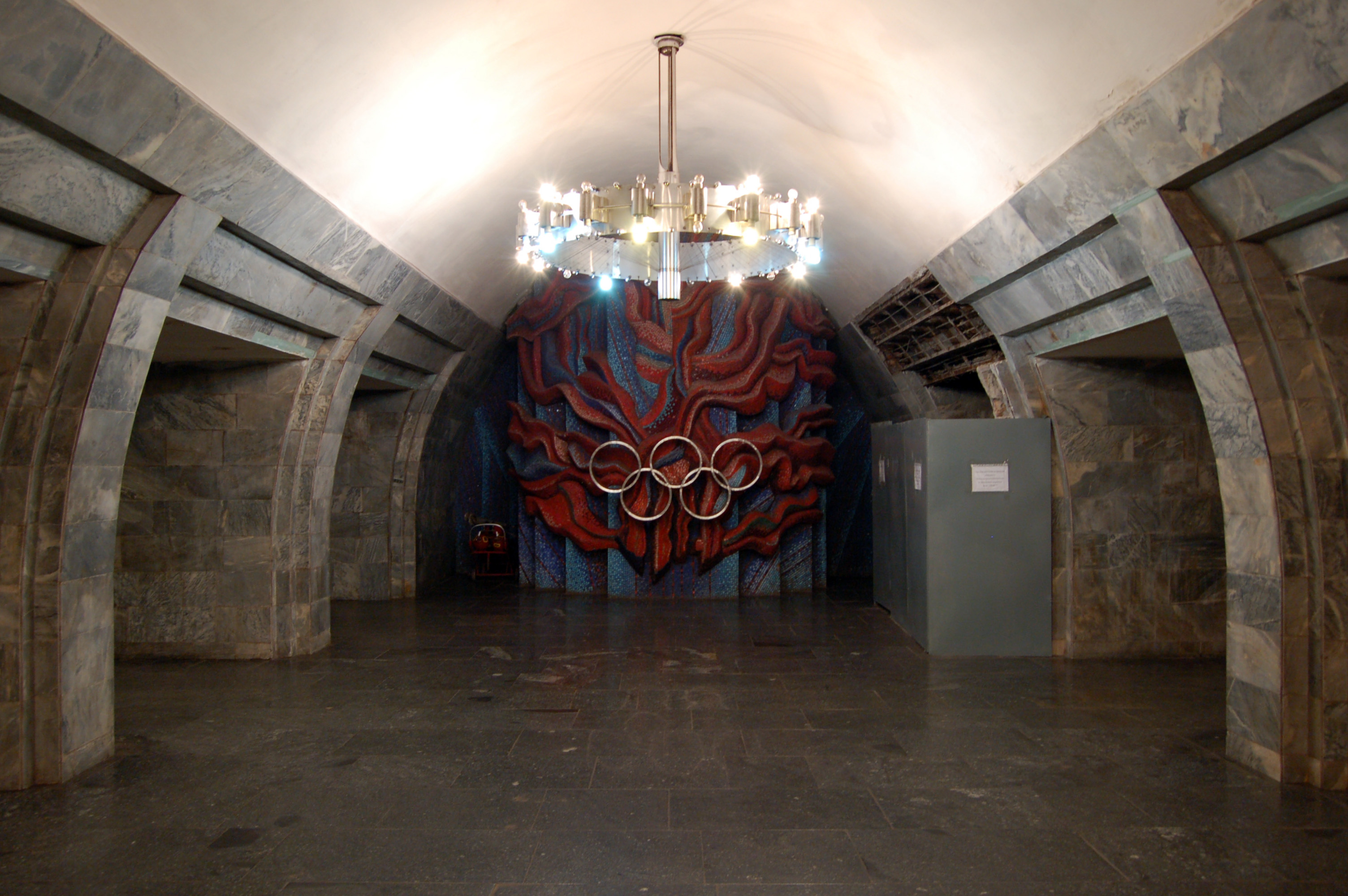
Композиция в торце центрального зала
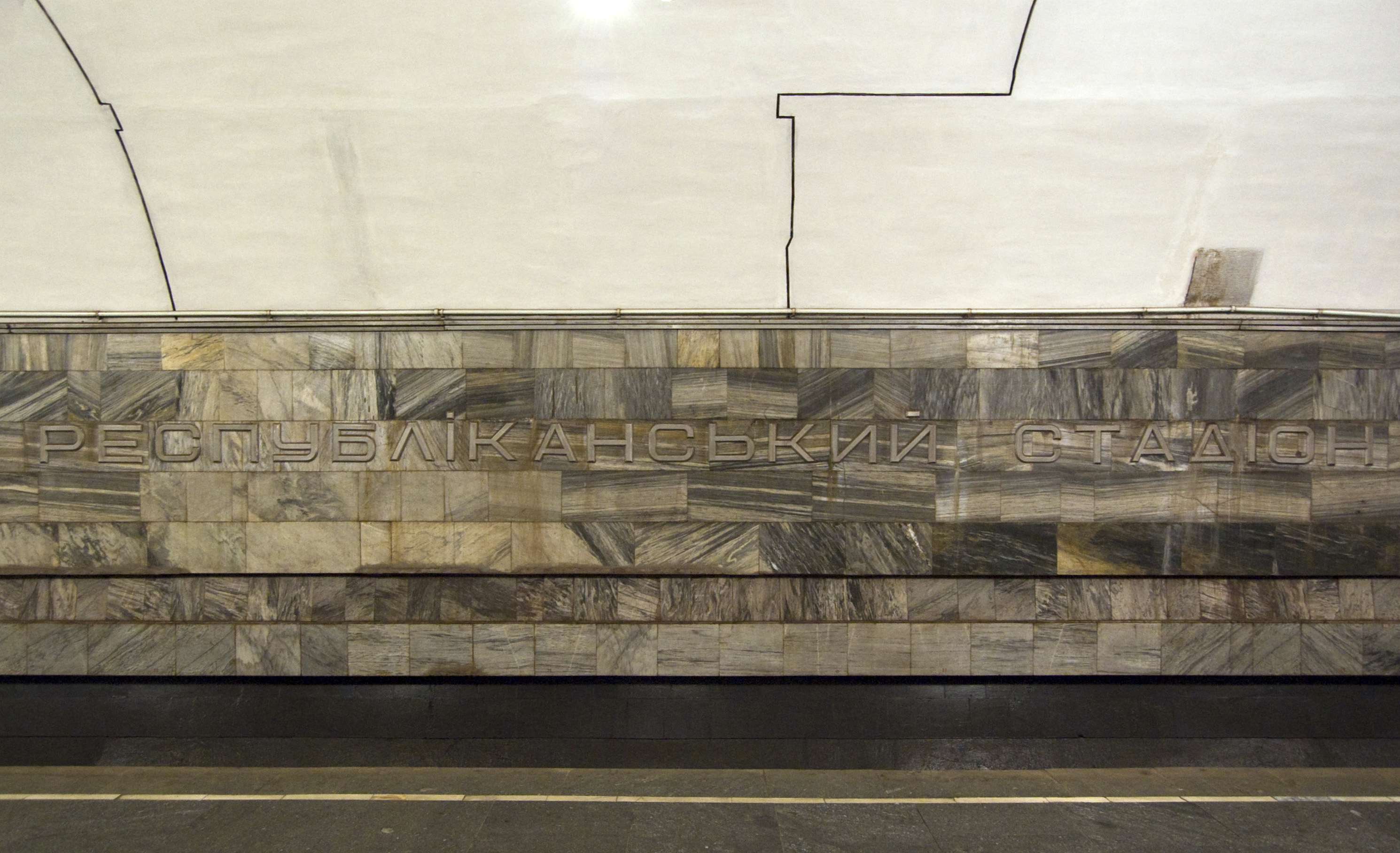
Прежнее название на путевой стене
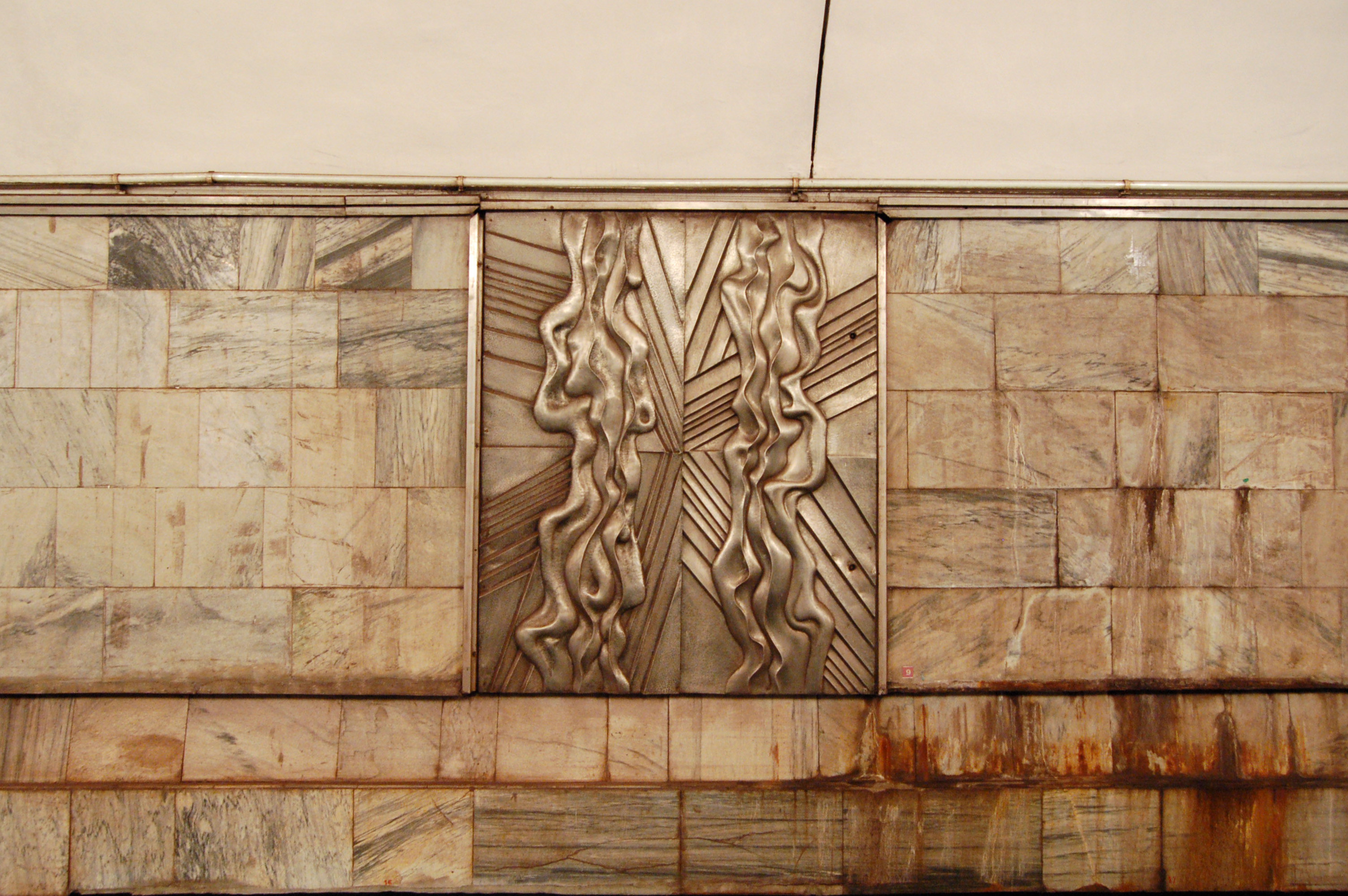
Дверца на путевой стене
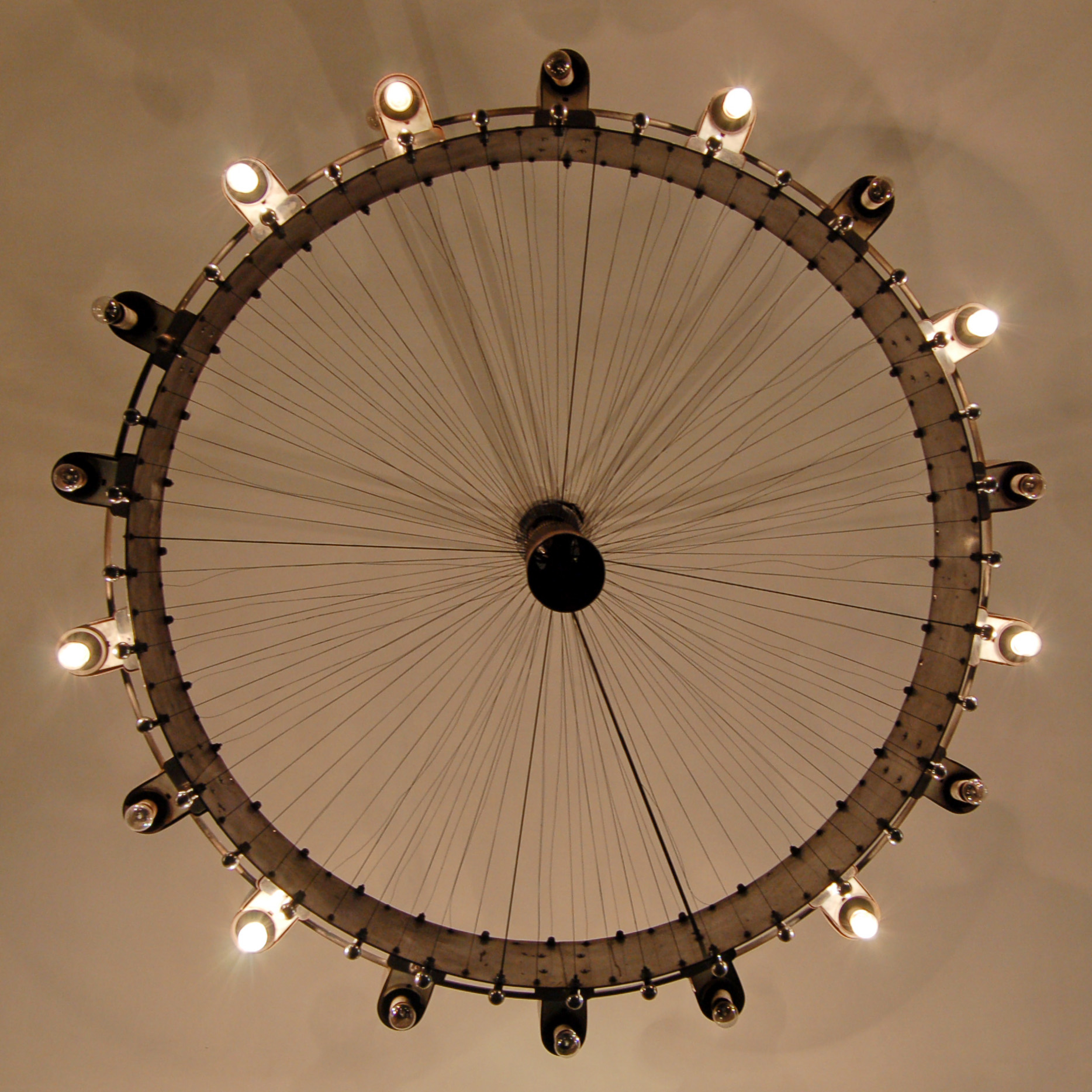
Светильник в центральном зале
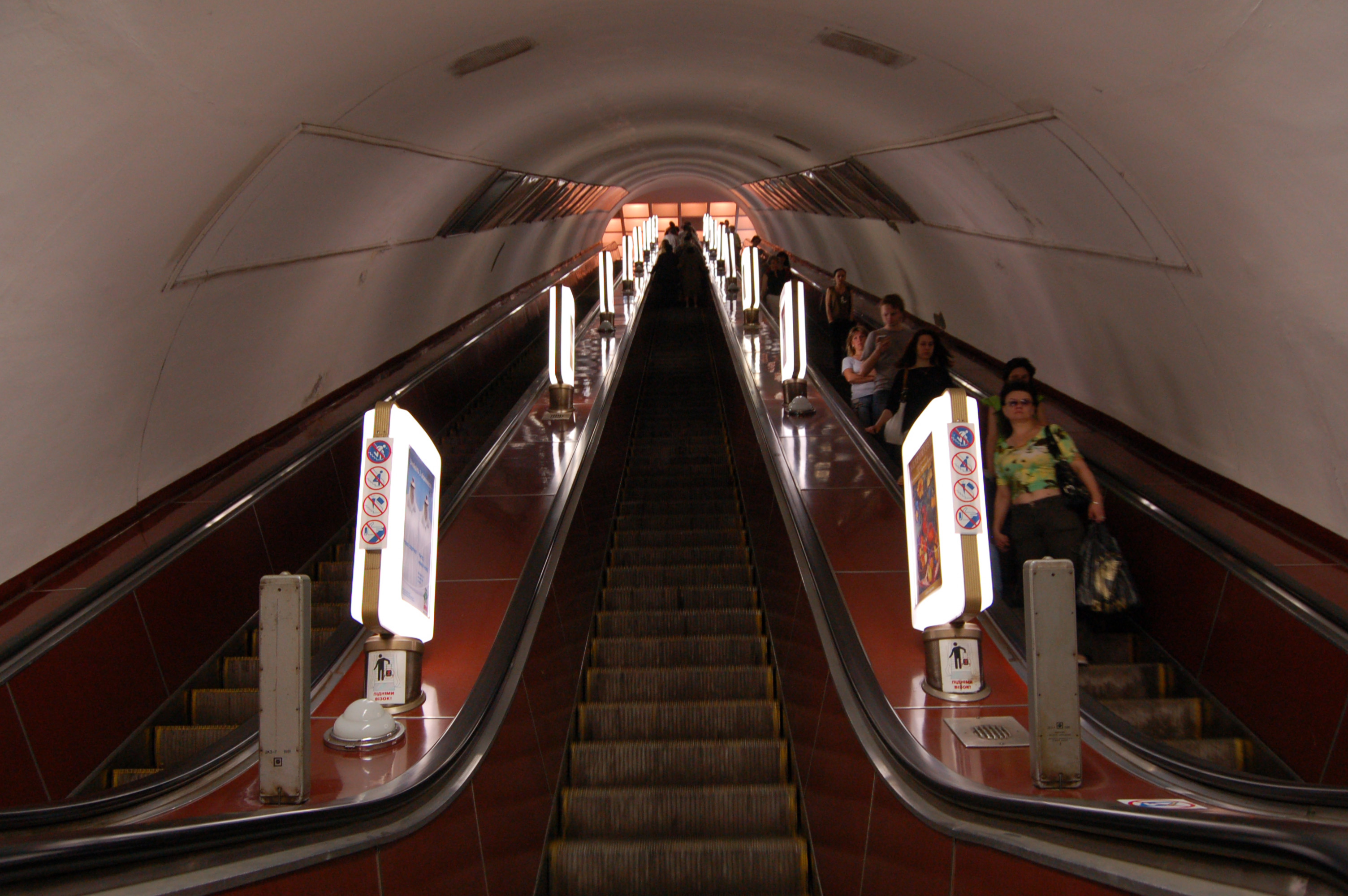
Эскалаторный наклон
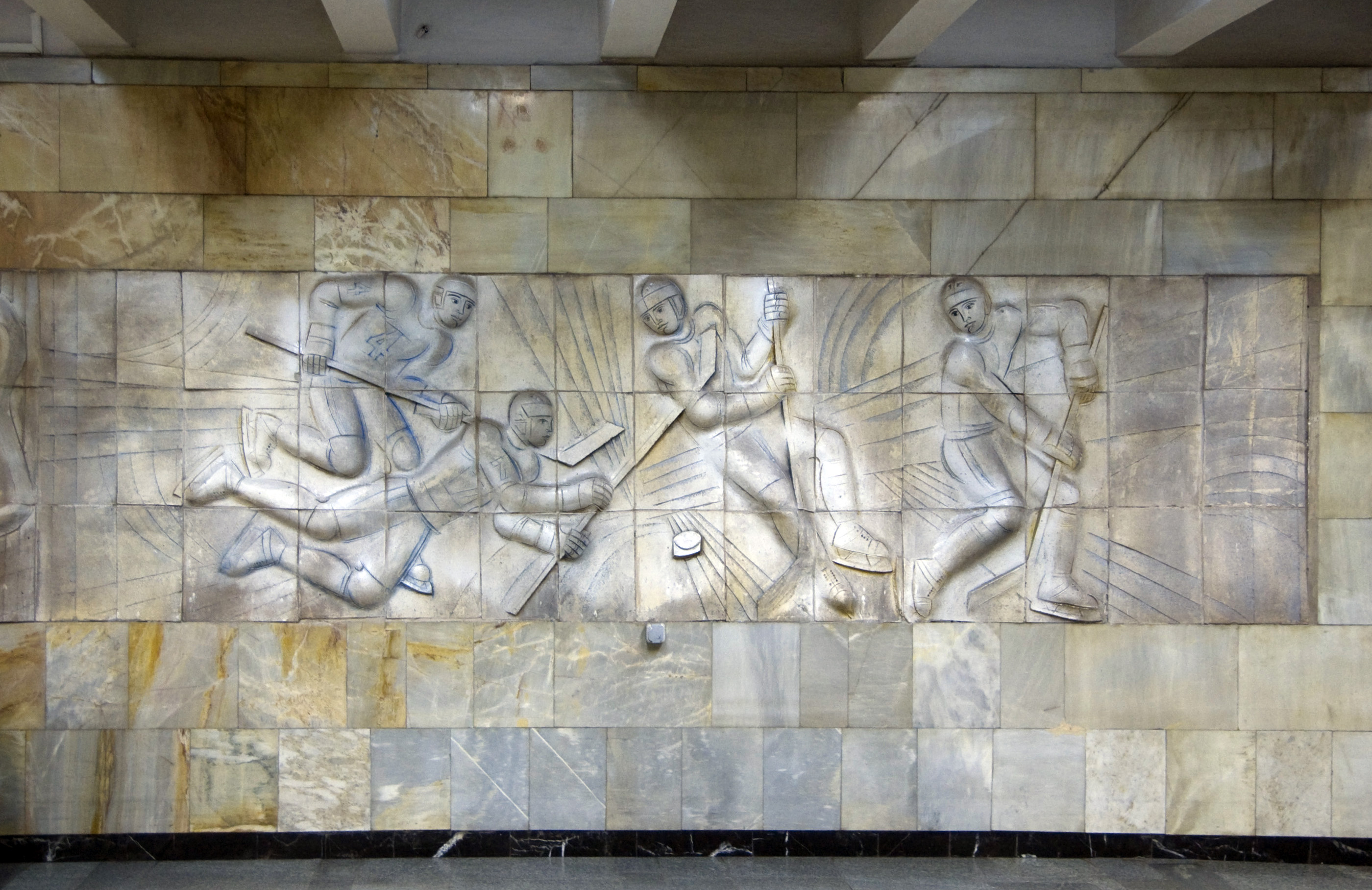
Барельеф «Хоккей с шайбой» в кассовом зале
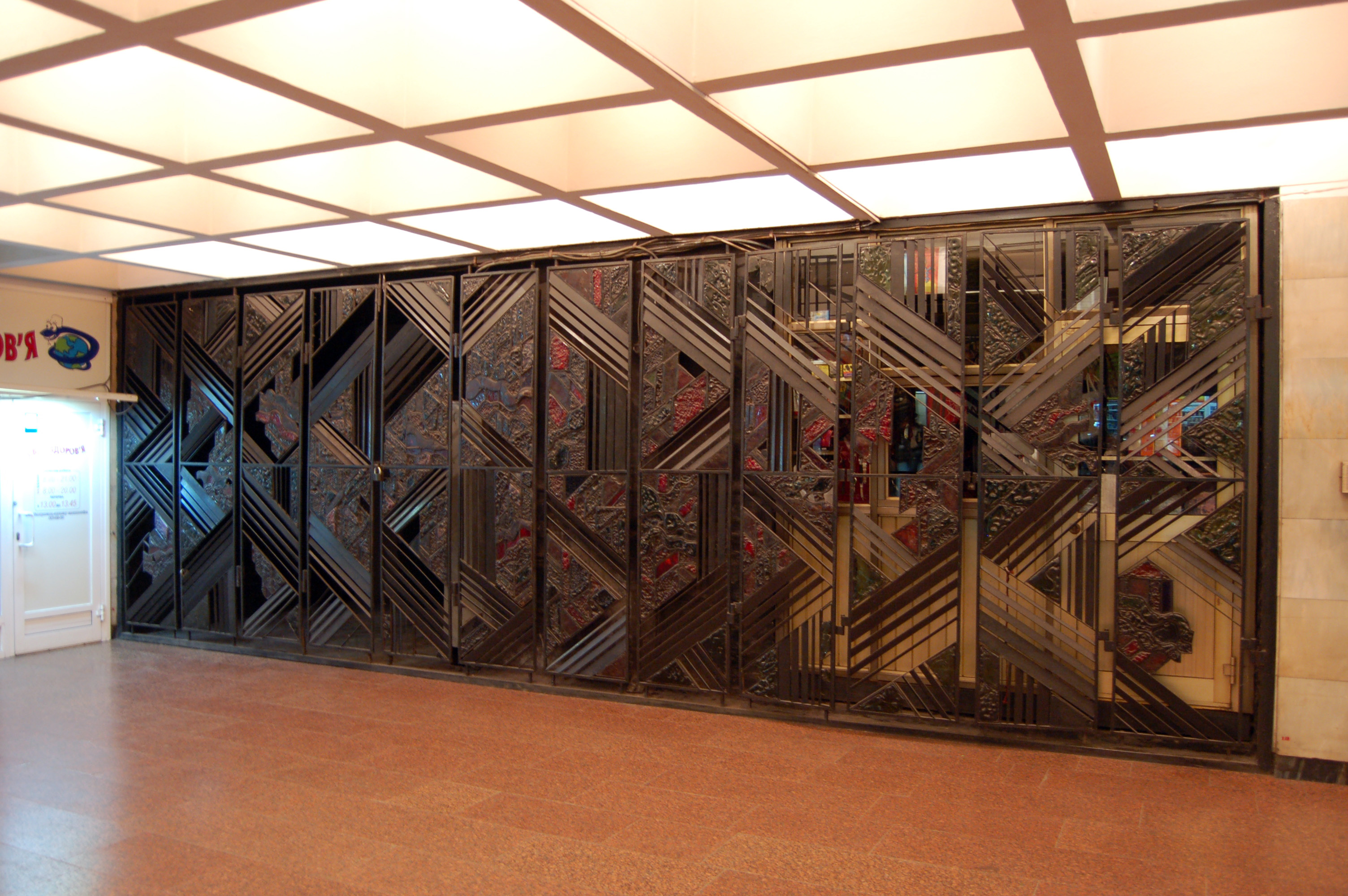
Декоративная решётка в подземном вестибюле

## Режим работы
Открытие — 5:38, закрытие — 0:14
Отправление первого поезда в направлении:

ст. «Героев Днепра» — 5:43

ст. «Выставочный центр» — 5:52
Отправление последнего поезда в направлении:

ст. «Героев Днепра» — 0:14

ст. «Теремки» — 0:24